# Castel Auer
Castel Auer (in tedesco Schloss Auer), noto anche come Residenza Fioreschy, è un castello che si trova nel paese di Ora in provincia di Bolzano.

## Storia
Non ci sono molte informazioni certe riguardo a questo castello. I primi documenti risalgono al 1190 quando il feudo, di proprietà dei signori di Enn, fu concesso ai signori di Ora. Questa famiglia però si estinse abbastanza presto e il castello tornò sotto il diretto controllo degli Enn.
Nel 1287 gli Enn furono sconfitti da Mainardo II e il castello diventò quindi un feudo dei Tirolo.
Nel corso dei secoli successivi cambiò più volte proprietario, finché circa 200 anni fa non divenne di proprietà dei von Fioreschy che vi risiedono tuttora.
La struttura rinascimentale attuale è frutto di un restauro del XVI secolo.
Il castello è abitato e quindi non visitabile.